# TrES-2b
TrES-2b (označovaná též jako Kepler-1b) je exoplaneta obíhající hvězdu TrES-2, nacházející se v souhvězdí Draka ve vzdálenosti přibližně 750 světelných let od Slunce. Objev této planety byl poprvé oznámen v roce 2006 týmem Transatlantického průzkumu exoplanet (TrES) a později ji potvrdila kosmická sonda Kepler, díky čemuž nese i alternativní název Kepler-1b. Jedná se o tzv. „horkého Jupitera“, tedy plynného obra podobného Jupiteru, avšak na mnohem těsnější oběžné dráze kolem své hvězdy, s oběžnou periodou přibližně 2,47 dne.
Výjimečnost planety TrES-2b spočívá zejména v jejím extrémně nízkém albedu. Měření publikovaná v roce 2011 ukázala, že odráží méně než 1 % dopadajícího světla, čímž se zapsala do dějin astronomických pozorování jako tehdy nejtmavší známá exoplaneta. Tato extrémní temnota je pravděpodobně způsobena přítomností světlo pohlcujících chemických sloučenin v její husté a žhavé atmosféře, jejíž denní strana se může ohřívat na teploty přesahující 1 000 °C.
Ve srovnání s Jupiterem má TrES-2b srovnatelnou hmotnost, ale o něco větší poloměr, což naznačuje, že její atmosféra a vnitřní stavba jsou značně ovlivněny blízkostí hvězdy a intenzivním zářením. Systém TrES-2 byl v minulosti dlouhodobě pozorován sondou Kepler, což umožnilo studium změn jasnosti hvězdy při tranzitech planety, podrobnější analýzu její atmosféry i potvrzení fyzikálních parametrů tohoto unikátního tělesa.
V současné době je TrES-2b předmětem teoretických i observačních studií, jejichž cílem je lépe pochopit procesy formování a vývoje horkých Jupiterů a jejich často extrémních atmosférických podmínek. Tyto výzkumy přispívají nejen k hlubšímu pochopení exotických světů mimo naši Sluneční soustavu, ale i k širšímu poznání obecné fyziky a chemie exoplanetárních atmosfér.